# Piezas intercambiables

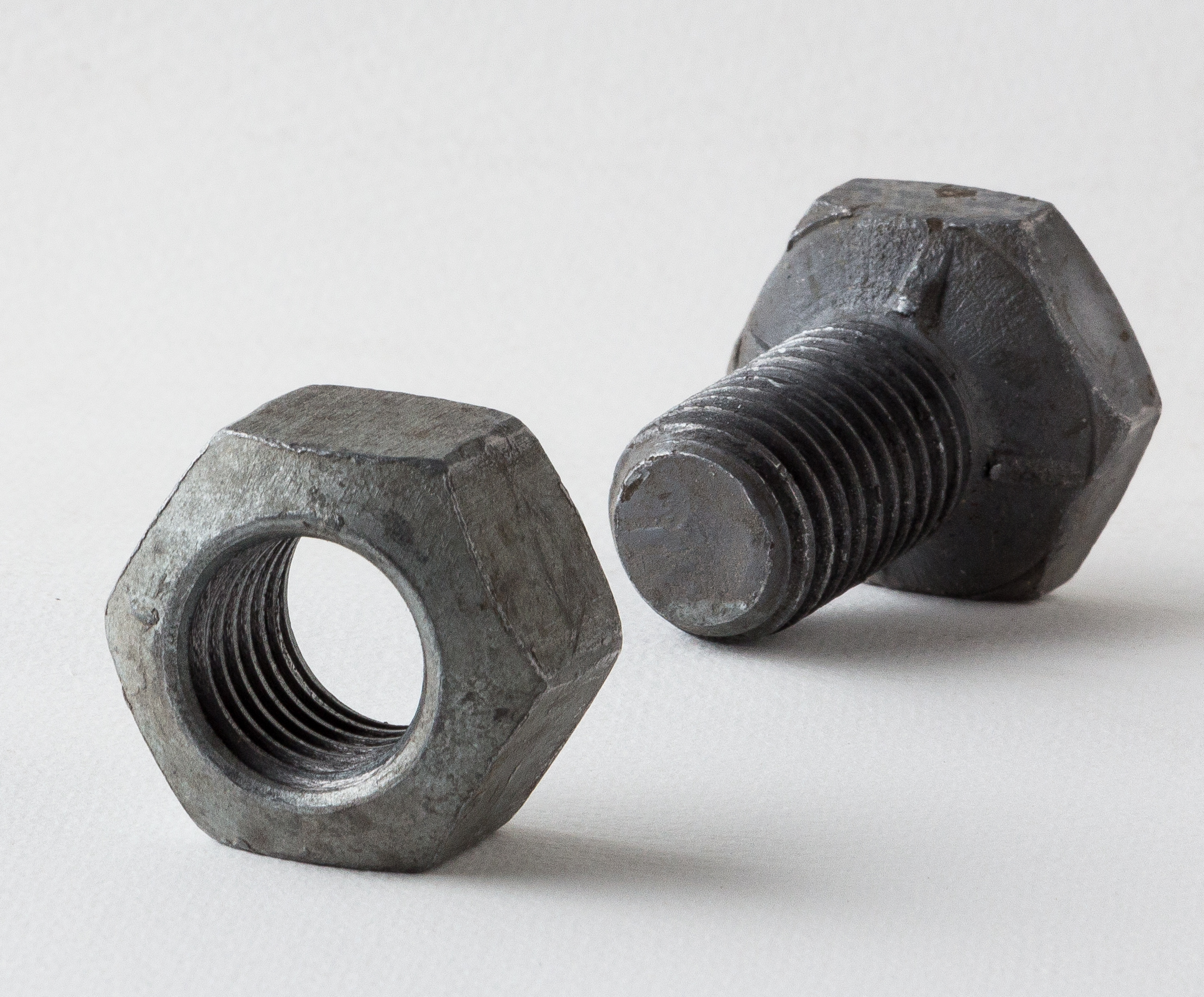

Las piezas intercambiables forman parte de un concepto básico que consiste al crear piezas idénticas o casi idénticas para utilizarlas en una producción en cadena. Estas piezas se pueden montar haciendo un conjunto para formar un producto final acabado. Por ejemplo, coches, ordenadores, mobiliario, prácticamente todos los productos que se utilizan hoy en día, están hechos de piezas intercambiables. Estas piezas están hechas con máquinas de precisión porque así cada parte pueda montarse en cualquier producto que la utilice. Desde entonces es ya no necesario hacer cada pieza una a la vez y a mano, reuniendo los productos coge menos trabajadores. Esto baja el coste del producto. el uso de piezas intercambiables también permite reparar los productos sustituyendo una pieza rota con una pieza nueva idéntica.. Eli Whitney fue el primero al utilizar piezas intercambiables en la fabricación de armas de fuego.

## Historia
Varios inventores han tenido la idea de piezas intercambiables antiguamente. Pero su versión de la idea surgió alrededor de piezas que tenían unas grandes tolerancias o se utilizaba solo para piezas muy sencillas. El 1720 un inventor sueco llamado Christopher Polhem utilizó piezas intercambiables para montar relojes en su taller. Pero la idea no fue utilizada fuera de sus instalaciones.
A mitad del siglo XVIII, el armero francés Honoré Blanc desarrolló el concepto de piezas intercambiables para mosquetes. Blanc intentó interesar otros armeros europeos , pero no quedaron impresionados por la idea. Pero sí que interesó al Embajador americano en Francia, Thomas Jefferson. Jefferson vio al instante que la producción en cadena de piezas de armas liberaría América de dependencia de las suministros europeos de piezas. No consiguió que Blanc fuera a los Estados Unidos pero pudo convencer al Presidente George Washington de que era una buena idea. Llegaron unos tiempos críticos cuando el congreso preparaba una guerra con Francia. el 1798 y Eli Whitney consiguió un primer contrato de 10,000 mosquetes para ser entregados a lo largo de dos años. Whitney utilizó una masa grande de trabajadores no especializados y maquinaria para producir piezas idénticas estandarizadas a un coste bajo. Así fabricó el primer mosquete de ánima lisa producido en los Estados Unidos, el Springfield Modelo 1795 Musket. La idea de Whitney de utilizar máquinas para crear las piezas intercambiables iniciaron lo que se ha conocido como el "sistema americano" de producción en cadena.

## Producción en cadena
El concepto de producción en cadena depende del uso de piezas intercambiables. Uno de los inventores más famosos al utilizar piezas intercambiables, la producción en cadena y una línea de montaje fue Henry Ford. A diferencia otros coches de su tiempo, el Ford Modelo T utilizó las mismas piezas idénticas en cada vehículo. Las piezas fueron creadas en cantidades grandes y repartidas a su planta de montaje donde los trabajadores construían los coches en una línea de montaje. Esto permitió a Ford producir un vehículo de calidad a punto de entrega en solo 93 minutos. Ford subió los sueldos de los trabajadores el 1914 a 5$ por día. Esto era un sueldo excelente aquel tiempo, hasta el punto que permitió a muchos de sus trabajadores comprarse su propio Modelo T. Aquel mismo año Ford produjo más coches que todos otros fabricantes de coches juntos. Su modelo menos caro de 1914, el Runabout, se vendió por 440$. El 1925 fue capaz de vender un Modelo T por lo tanto solo 260$.